# San Tommaso in Parione
San Tommaso in Parione je římský katolický kostel, stojící v rione Parione.

## Historie
První kostel na tomto místě je zmiňován roku 1139 při příležitosti jeho vysvěcení papežem Inocencem II. Zde byl 23. května 1551 vysvěcen na kněze Filip Neri. V polovině 17. století tu byl farářem Matteo Campani, vynálezce a konstruktér vědeckých přístrojů.

## Budova
Kolem roku 1582 byla budova přestavěna Franceskem da Volterrou. Interiér je trojlodní, bez původních uměleckých děl.
San Tommaso je etiopský národní kostel.